# Emil Krajčík
Emil Krajčík (* 4. června 1957) je bývalý slovenský fotbalista, obránce. Jeho synem je bývalý slovenský fotbalový reprezentant Matej Krajčík.

## Fotbalová kariéra
V československé lize hrál za Jednotu Trenčín. Nastoupil ve 4 ligových utkáních. V nižších soutěžích hrál i za VP Frýdek-Místek, VTJ Tábor a SH Senica.

## Ligová bilance
| Ročník                                      | Zápasy | Góly | Minuty | Klub             |
| ------------------------------------------- | ------ | ---- | ------ | ---------------- |
| 1. československá fotbalová liga 1977/78    | 4      | 0    | 345    | Jednota Trenčín  |
| Česká národní fotbalová liga 1981/82        | 29     | 1    | –      | VP Frýdek-Místek |
| Česká národní fotbalová liga 1982/83        | 24     | 1    | –      | VP Frýdek-Místek |
| Česká národní fotbalová liga 1983/84        | 13     | 0    | –      | VP Frýdek-Místek |
| 1. slovenská národní fotbalová liga 1983/84 | 15     | 1    | –      | SH Senica        |
| 1. slovenská národní fotbalová liga 1984/85 | 21     | 2    | –      | SH Senica        |
| 1. slovenská národní fotbalová liga 1985/86 | 29     | 7    | –      | SH Senica        |
| 1. slovenská národní fotbalová liga 1986/87 | 30     | 4    | –      | SH Senica        |
| 1. slovenská národní fotbalová liga 1987/88 | 28     | 4    | –      | SH Senica        |
| 1. slovenská národní fotbalová liga 1988/89 | 26     | 1    | –      | SH Senica        |
| 1. slovenská národní fotbalová liga 1989/90 | 24     | 6    | –      | SH Senica        |
| CELKEM 1. liga                              | 4      | 0    | 345    |                  |